# Pretrkovac
Pretrkovac (cyr. Претрковац) – wieś w Serbii, w okręgu niszawskim, w gminie Ražanj. W 2011 roku liczyła 285 mieszkańców.